# Alonso Orozco Enriquez de Armendáriz Castellanos y Toledo
Alonso Orozco Enriquez de Armendáriz Castellanos y Toledo, O. de M. (1551 – 5 de dezembro de 1628) foi um prelado católico romano que serviu como Bispo de Michoacán de 1624 a 1628, Bispo de Santiago de Cuba de 1610 a 1624 e Bispo Auxiliar de Burgos de 1605 a 1610.

## Biografia
Alonso Orozco Enriquez de Armendáriz Castellanos y Toledo nasceu em Sevilha, Espanha e fez sua profissão na Ordem de Nossa Senhora das Mercês em 17 de abril de 1566, onde também recebeu o sacerdócio. Em 27 de junho de 1605, foi nomeado pelo Rei da Espanha e confirmado pelo Papa Paulo V como Bispo Auxiliar de Burgos e Bispo Titular de Sidon. Recebeu a ordenação episcopal em 11 de setembro de 1605, em Burgos, através de Dom Alfonso Manrique, Arcebispo de Burgos. Em 30 de agosto de 1610, o papa nomeou Dom Alonso como Bispo de Santiago de Cuba, onde foi empossado em 9 de setembro de 1611. Aos 15 de abril de 1624, Papa Paulo V o transferiu para Diocese de Michoacán, onde serviu até sua morte.

Enquanto bispo, Dom Alonso foi o principal consagrador de Francisco de Manso Zuñiga y Sola, arcebispo do México.